# موعد في برلين
موعد في برلين (المعروف أيضًا باسم مهمة في برلين) هو فيلم أبيض وأسود درامي حربي أمريكي عام 1943 من إخراج ألفرد غرين وبطولة جورج ساندرز ومارغريت شابمان وأونسلو ستيفنز. تدور أحداث الفيلم حول ضابط في سلاح الجو الملكي البريطاني يتسلل إلى القيادة العليا الألمانية من خلال بث سلسلة من الرسائل المؤيدة للنازية.

## ملخص الفيلم
بعد تسريحه من سلاح الجو الملكي بسبب أنشطته المعادية لبريطانيا، أصبح ضابط عميلاً سريًا لجهاز الخدمة السرية البريطاني. يندد ببلاده ويتظاهر بأنه شخصية إذاعية لألمانيا النازية.

## طاقم العمل
- جورج ساندرز بدور قائد الجناح كيث ويلسون
- مارغريت شابمان بدور إلسي فون بريسينج
- أونسلو ستيفنز بدور رودولف فون بريسينج
- جالى سوندرجارد بدور جريتا فان ليدن
- جيلبرت إيمري بدور الجنرال مارستون
- ليستر ماثيوز بدور المارشال الجوي
- جون ميريديث بدور المهندس
- ليونارد مودي بدور ماكفيل
- آلان نابير بدور العقيد باترسون
- جورج رينافينت بدور فان دير وين
- سي. مونتاجو شو بدور لانجلي
- ريجينالد شيفيلد بدور ميلر - كبير خدم ويلسون
- ماريك ويندهايم بدور الموزع
- فريدريك وورلوك بدور فون ريتر - وزارة الإعلام
- كونستانس وورث بدور الفتاة الإنجليزية
- فرانكلين فارنوم بدور آر. إيه. إف. الضابط
- جاك لي بدور بيب فورستر
- ليلاند هودجسون بدور النجار
- كيث هيتشكوك بدور بوبي
- ستيفن جيراي بدور هنري رادر
- جاك جارجان بدور رجل تحت الأرض
- أرنو فراي بدور قائد الجستابو
- بايرون فولجر بدور السيد فان ليدن
- هربرت إيفانز بدور ضيف حفل ملهى ليلي
- دون دوغلاس بدور بيل بانينج
- جان دي برياك بدور السيد بونتي
- ليزلي دينيسون بدور المحقق
- أليك كريج بدور سميتي - بائع الأخبار
- جينو كورادو بدور رئيس النوادل
- فيليكس باش بدور هوبنر

## روابط خارجية
- موعد في برلين  في قاعدة بيانات الأفلام على الإنترنت (بالإنجليزية)
- موعد في برلين على فهرس معهد الفيلم الأمريكي